# Centropogon nervosus
Centropogon nervosus là loài thực vật có hoa trong họ Hoa chuông. Loài này được E.Wimm. ex Gleason mô tả khoa học đầu tiên năm 1925.